# Daniel Castro (beisbolista)
Daniel Alejandro Castro Cruz (Guaymas, Sonora; 14 de noviembre de 1992) es un campocorto mexicano de béisbol profesional que juega para los Colorado Rockies de las Grandes Ligas.

## Carrera profesional

### Atlanta Braves
Castro firmó con los Bravos de Atlanta en 2009 como agente libre. En 2012 y 2013 le permitieron jugar con los Saraperos de Saltillo de la Liga Mexicana de Béisbol para ganar experiencia. En agosto de 2013, los Bravos lo asignaron a los Lynchburg Hillcats de la Carolina League de Clase A avanzada.
Inició la temporada 2015 con los Gwinnett Braves de la Liga Internacional de Clase AAA, y recibió el llamado a Grandes Ligas por primera vez el 17 de junio de esa temporada. Conectó su primer hit ante los Medias Rojas de Boston al entrar como bateador emergente en lugar del relevista Nick Masset, y fue enviado de vuelta a Gwinnett el siguiente día. Fue llamado nuevamente el 25 de julio, luego que los Bravos traspasaran a Juan Uribe y Kelly Johnson. Regresó a Gwinnett el 8 de agosto junto a Todd Cunningham, luego de la transferencia de Nick Swisher y Michael Bourn a los Bravos por parte de los Indios de Cleveland.
Castro fue llamado por los Bravos el 13 de abril de 2016, luego de comenzar la temporada con el equipo de Gwinnett.

### Colorado Rockies
Durante la pretemporada de 2017, Castro firmó un contrato de ligas menores con los Rockies de Colorado.